# Васил Гънчев
Васил Койчев Гънчев (Любчо) е участник в комунистическото съпротивително движение в България по време на Втората световна война. Партизанин от Партизански отряд „Христо Ботев“.

## Биография
Васил Гънчев е роден през 1921 г. в село Митиризово дн. Васил Левски, Карловско. Като ученик е активен член на РМС. За политическа дейност е арестуван и осъден по ЗЗД на 5 години затвор (1938). Изтърпява 8 месеца от наказанието и е освободен, тъй като е малолетен.
Участва в комунистическото съпротивително движение по време на Втората световна война. Секторен ръководител на РМС. На 5 ноември 1941 година успява да избегне арест и преминава в нелегалност. Същия ден заедно с брат си Гънчо Койчев, Стойно Лазаров и Кирил Донев образуват първата партизанска чета в Карловския край. Командир на Карловската (Левченска) партизанска чета. От 14 юли 1942 г. четата е в състава на Средногорския партизански отряд „Христо Ботев“. Участва в многобройни бойни акции. Отличава се с лична смелости и храброст.
На 3 декември 1943 г. в местността „Байра“ в землището на с. Васил Левски, загива в бой с армейски и полицейски подразделения заедно с Дечо Бутев (Щокман) и Колю Котовски (Лозан).